# Gungwiller

Gungwiller este o comună în departamentul Bas-Rhin, Franța. În 1 ianuarie 2022 avea o populație de 286 de locuitori.